# المضيف (فلم 2020)
المضيف (بالإنجليزية: Host) هو فيلم رُعب أُصدر في المملكة المُتحدة عام 2020؛ وتمَّ تصويره بتقنية التسجيلات المكتشفة السينمائية.

## قصة الفيلم
تدور أحداث الفيلم أثناء الحجر الصحي في المنزل المفروض بسبب جائحة كورونا (كوفيد-19) على المواطنين في المملكة المُتحدة؛ حيث قررت مجموعة من الأصدقاء التواصل بشكل أسبوعي من خلال إجراء مكالمات فيديو على تطبيق زووم (بالإنجليزية: Zoom). ذات مرة في مكالمة جماعية، استأجرت هالي (هالي بيشوب) العرَّافة سيلان (سيلان باكستر)؛ لقيادتهم في جلسة استماع. يبدأ الأصدقاء في تجربة ظواهر غريبة ومُرعبة. تبدأ بانكسار زجاج إيما (إيما لويس ويب)، وسحب كرسي هالي (هالي بيشوب) بقوة غير مرئية، وتصل لرؤية كارولين (كارولين وارد) جثة مُعلَّقة في سندرة منزلها.
تُقاطع روح شيطانية المكالمة عن طريق التسبُّب في المزيد من الظواهر تبدأ بقتل كارولين (كارولين وارد)، من خلال تحطيم وجهها مرارًا وتكرارًا في مكتبها، ثم رادينا (رادينا دراندوفا) وصديقها آلان (آلان إيمرس) بإسقاطهما من ارتفاع كبير. تستمر الأحداث في التصاعُد بشكل غامض لتصبح حياة جميع الأصدقاء في خطر.

## الممثلون
| الاسم           | الدور           |
| --------------- | --------------- |
| هالي بيشوب      | هالي            |
| جيما مور        | جيما            |
| إيما لويس ويب   | إيما            |
| رادينا دراندوفا | رادينا          |
| كارولين وارد    | كارولين         |
| آلان إيمرس      | آلان            |
| باتريك وارد     | والد كارولين    |
| جيني لوفتهاوس   | جيني            |
| سيلان باكستر    | سيلان           |
| جاك برايدن      | ليجز            |
| جيمس سوانتن     | الروح الشيطانية |

## إنتاج الفيلم
يستند الفيلم إلى مقطع فيديو قصير أنشأه روب سافاج (مؤلف ومخرج الفيلم) في أوائل عام 2020؛ حيث يبحث (روب سافاج) عن مصدر الأصوات الغريبة في سندرة منزله أثناء محادثة فيديو جماعية مع أصدقائه. كان المقصود في البداية أن تكون مزحة، قام روب سافاج برفع الفيديو القصير على الإنترنت، حيث انتشر على نطاق واسع. وجد روب سافاج أن تقنية التسجيلات المكتشفة سهلة المشاهدة واختار تطبيقها على فيلم طويل. لقد صرَّح روب سافاج أن نجاح القصة القصيرة مكّنه من إنشاء الفيلم الطويل مضيف 2020.
تم تصوير فيلم مضيف 2020 أثناء فرض قيود الحجر الصحي بسبب جائحة كورونا (كوفيد-19) واضطُّر روب سافاج (مؤلف ومخرج الفيلم) إلى توجيه المُمثلين عن بُعد بينما كان عليهم إعداد كاميراتهم الخاصة والإضاءة والحيَل المُثيرة (بالإنجليزية: Stunts). كما تولَّى الممثلون مسئولية المؤثرات البصرية وعُقدت ورشة عمل افتراضية لهم (عبر الإنترنت) حول كيفية إعداد تأثيرات مثل «الأبواب المتحركة، وجعل الأشياء تطير من على الرفوف». صرَّح روب سافاج أن الفيلم استغرق 12 أسبوعًا حتى يكتمل تماماً بتسليمه إلى الشركة الموزِّعة Shudder.

## استقبال الفيلم
كان الاستقبال النقدي لفيلم مضيف 2020 إيجابيًا بشكل عام؛ حيث حصل الفيلم على تصنيف 100% على موقع Rotten Tomatoes بناءً على 62 مراجعة نقدية، بمتوسط تقييم 7.84 من 10. في موقع Metacritic المتخصص في مراجعة وتقييم المحتوى الإعلامي الترفيهي، حصل الفيلم على متوسط درجات 72 من 100 ، استنادًا إلى 6 نقاد، مُشيرين إلى «المراجعات الإيجابية بشكل عام».
تم إجراء مُقارنات من قِبل وسائل إعلام مثل نيويورك تايمز ومجلة رو مورغبين (بالإنجليزية: Rue Morgue magazine) بين فيلم مضيف 2020 وفيلم الرُّعب غير ودود (بالإنجليزية: Unfriended) لعام 2014، والذي تميَّز بظهور نشاطات خارقة للطبيعة أيضًا تحدث أثناء محادثة فيديو جماعية. كما صنفت مجلة تايم فيلم مضيف 2020 على أنه واحد من «17 فيلمًا عظيمًا ربما فاتتك هذا الصيف»، قائلة إن فيلم مضيف 2020 «ليس فقط أحد أفضل أفلام الرعب لهذا العام، ولكنه أيضًا نظرة عن قرب على الإبداع وإنتاج الأفلام والثقافة العالمية المشتركة في خضم فيروس هائج».

## روابط خارجية
- مضيف 2020 على IMDb.
- مضيف 2020 على قاعدة بيانات الأفلام العربية.
- مضيف 2020 على Rotten Tomatoes.
- مضيف 2020 على Shudder.